# Margine operativo netto

Il margine operativo netto (MON) è un indicatore di redditività utilizzato nella riclassificazione del conto economico a valore aggiunto. Si ottiene come risultato della sottrazione al margine operativo lordo (MOL) degli accantonamenti ed ammortamenti. Viene ulteriormente definito come Reddito Operativo della Gestione Caratteristica (ROGC).
MON = MOL - accantonamenti - ammortamenti